# Crasilla longiseta
Crasilla longiseta är en tvåvingeart som beskrevs av Ronald Henry Lambert Disney 1989. Crasilla longiseta ingår i släktet Crasilla och familjen puckelflugor. Inga underarter finns listade i Catalogue of Life.